# Colobothea crassa
Colobothea crassa är en skalbaggsart som beskrevs av Bates 1865. Colobothea crassa ingår i släktet Colobothea och familjen långhorningar. Inga underarter finns listade i Catalogue of Life.